# St. Aegyd am Neuwalde
St. Aegyd am Neuwalde é um município da Áustria localizado no distrito de Lilienfeld, no estado de Baixa Áustria.